# Nathan S. Kline
Nathan S. Kline (1916-1982) fue un médico psiquiatra y psicólogo estadounidense, bien conocido por su trabajo en psicofarmacología.

## Biografía
Se graduó de la Escuela de Medicina de la Universidad de Nueva York. Fue el único que ganó dos veces el Albert Lasker for Medical Research, premio al que se compara con el Premio Nobel. Kline fue conocido por ser pionero en el trabajo con la medicina psicofarmacológica. En 1952 comenzó una unidad de investigación en el Hospital Estatal de Rockland, Nueva York, que más tarde se convertiría en el Centro Psiquiátrico de Rockland. En aquel tiempo, la población nacional de pacientes en hospitales públicas alcanzaba el medio millón. Las terapias tradicionales parecían inadecuadas para tratar el creciente número de pacientes mentales. 
Kline y sus colegas tuvieron la iniciativa de investigar la reserpina, un derivado de la rauwolfia serpentina. Rauwolfia era comúnmente utilizada en la India para el tratamiento de varios padecimientos físicos, así, la reserpina comenzó a ser utilizada en Estados Unidos para el tratamiento de la presión alta. Durante dos años, se hicieron pruebas con pacientes hospitalizados, y se encontró que aproximadamente el 70% de los que sufrían esquizofrenia mejoraron; es decir, sus síntomas disminuyeron. Este trabajo hizo a Kline, y a su colegas, merecedores del primer Lasker Award. 
Alentado por su éxito con este tranquilizante, Kline comenzó a investigar sobre las propiedades de los antidepresivos. Dentro de un año, pacientes de centros psiquiátricos a lo largo de Estados Unidos fueron recetados con antidepresivos. En 1964, Kline ganó el segundo premio Lasker Award por el estudio de la introducción y uso de la iprionazida, un inhibdor de la monoaminooxidasa, para el tratamiento de la depresión severa. Este uso exitoso de medicamentos para dos de las más grandes categorías de enfermedades mentales permitieron a cientos de personas reinsertarse socialmente. El trabajo de Kline ha sido reconocido como el mayor factor de apertura para una nueva era en la psiquiatría: la psicofarmacología.